# Торо, Генри
Ге́нри Дэ́вид Торо́ (англ. Henry David Thoreau; настоящее имя — Дэвид Генри Торо; 12 июля 1817, Конкорд, штат Массачусетс, США — 6 мая 1862, там же) — американский писатель
, философ

, публицист, натуралист и поэт. Видный представитель американского трансцендентализма, близкий друг и сподвижник Ральфа Уолдо Эмерсона.
Основной труд, «Уолден, или Жизнь в лесу», представляет собой размышления о природе, о современном Торо обществе, о простой жизни вдали от городской суеты, написанные на основе реального опыта двухгодичного уединённого проживания в собственноручно построенной на берегу Уолденского пруда хижине. Эссе «Гражданское неповиновение», наполненное непримиримой критикой в адрес рабовладельческой политики тех времён, оказало влияние на философские и политические взгляды Льва Толстого, Махатмы Ганди и Мартина Лютера Кинга. Совокупное наследие Торо, включающее в себя книги, статьи, эссе, стихи, дневники, составляет более 20 томов.
Хотя Торо сторонился какой-либо общественной деятельности, он активно поддерживал движение аболиционистов и по мере возможности принимал личное участие в судьбе разыскиваемых полицией беглых рабов. Несколько раз публично выступал в защиту Джона Брауна, известного аболициониста, казнённого за организацию вооружённых налётов с целью освобождения рабов.
Огромную роль в творчестве Торо играют его наблюдения за природой, зачастую служащие как бы основанием для критики современного ему общества. Обширные дневники представляют собой подробные записи о растительном и животном мире родного края.
Торо иногда называют анархистом, хотя «Гражданское неповиновение», по-видимому, требует улучшения, а не отмены правительства — «я требую не немедленной отмены правительства, но его немедленного улучшения».

## Биография
Торо обвиняют в автобиографическом молчании на протяжении всей его работы, согласно Мишелю Грейнджеру в «Генри Дэвиде Торо». Тем не менее, благодаря его дневнику и свидетельствам близких, как Уильям Эллери Чаннинг, который опубликовал его первую биографию (поэт-натуралист Торо в 1873 году) или Харрисон Блейк (который поддерживал регулярную переписку с Торо с марта 1848 по май 1861 года), нить его существования известна. Свидетельство его друга и наставника Ральфа Уолдо Эмерсона о Торо также ценно. Дневник Торо был опубликован лишь в 1906 году: «Моя жизнь была поэмой, которую я хотел написать», — объяснял Торо в стихотворении, поскольку он прежде всего искал самое подлинное существование. По словам Мишеля Баррюкана, «жить было его профессией, восхищаться — смыслом его существования, писать — способом бунтовать или свидетельствовать».

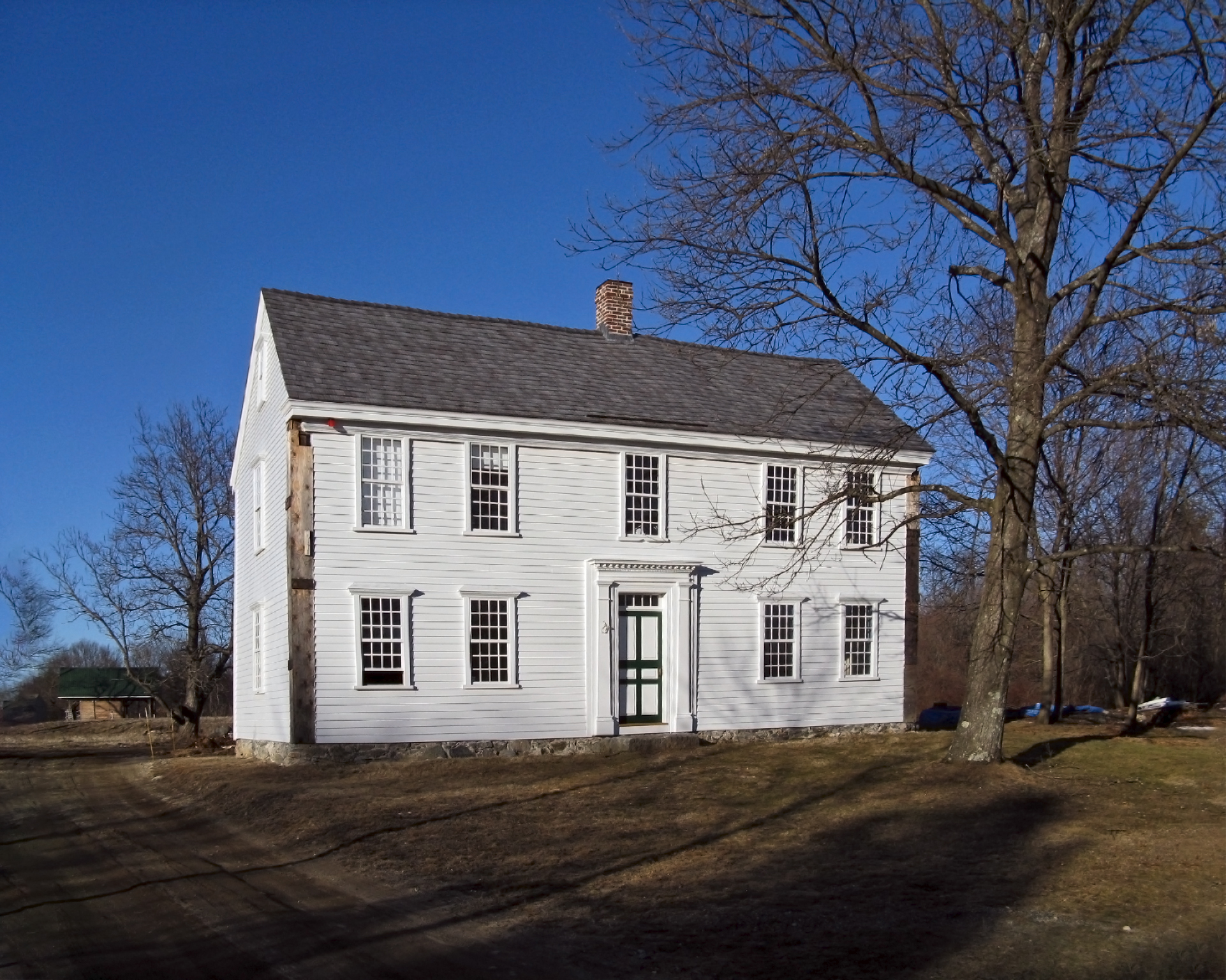
Фермерский дом в Конкорде — место рождения Торо.

### Ранние годы (1817—1828)
Дэвид Генри Торо, имевший шотландское и французское происхождение, родился 12 июля 1817 года в городе Конкорд, штат Массачусетс, с населением 2000 человек. Был назван в честь недавно умершего дяди по отцовской линии, Дэвида Торо. Дэвид был сыном Джона Торо и Синтии Данбар. У него были старшие брат и сестра, Джон-младший и Хелен и младшая сестра София. Его место рождения было сохранено, на Вирджиния-Роуд, после перемещения примерно на 275 метров.
Его дед по отцовской линии был французского происхождения, родился в Сент-Хелиере, Джерси. Он покинул остров в 1773 году и отправился в Соединённые Штаты на каперском корабле. Дед по материнской линии, Эйса Данбар, последовательно занимавший должности учителя, пастора и адвоката, сыграл определённую роль в так называемом «Великом масляном восстании» в Гарварде в 1766 году, которое стало первой студенческой демонстрацией в Американской истории.
По словам его лучшего друга, Уильяма Эллери Ченнинга, Торо имел физическое сходство с Юлием Цезарем и, хотя он среднего роста, сам он не считает себя красивым, имел нос, который считал своей «самой заметной чертой». Поэт Натаниэль Готорн описывает его следующим образом: «Страшный как смертный грех, носатый, с насмешливо изогнутыми губами, он отличался неуклюжими, грубоватыми, хотя и церемонными манерами, которые как нельзя лучше подходили к его внешности».
С 1818 года его семья переживала годы финансовых трудностей, но в 1824 году его отец решил открыть фабрику по производству карандашей в Конкорде. Торо поселились в Челмсфорд, штат Массачусетс, а в 1821 году переехали в Бостон. Дэвид Генри вскоре пошёл в школу. В 1822 году он обнаружил Уолденский пруд (Walden Pond), во время пребывания у своей бабушки. Затем начал проявляться его литературный дух, и в 1827 году молодой Торо написал своё первое стихотворение «Les Saisons».

### Годы обучения (1827—1838)
С 1828 года в Академии Конкорда он изучал латынь, греческий и различные языки, такие как французский, итальянский, немецкий с Орестом Браунсоном, а также испанский. В 1833 году, получив стипендию, он поступил в Гарвардский университет для изучения риторики, Нового Завета, философии и науки. Через Люси Браун, первую женщину, которую он любил, он познакомился с Ральфом Уолдо Эмерсоном (1803—1882), который стал его другом, а затем наставником, поскольку Эмерсон был лидером возникающего трансценденталистского движения.
Ещё в 1835 году, помимо учёбы в Гарварде, он преподавал в течение нескольких месяцев в начальной школе в Кантоне, штат Массачусетс. Торо прилежно изучает трансцендентализм в 1835 году до окончания университета в августе 1837 года. Это событие станет возможностью выступить с речью против общества под названием The Commercial Spirit of Modern Times Considered in Its Influence on the Political, Moral, and Literary, которая содержала всё его будущее мышление. Легенда гласит, что он отказался заплатить пять долларов, необходимых для получения диплома; на самом деле степень магистра, которую он отказался купить, не имела академических заслуг: университет предлагал её студентам, «которые доказали своё физическое здоровье, будучи живыми через три года после получения лицензии и своими сбережениями, своими расходами или унаследовав качество или состояние, имея пять долларов, чтобы дать университету.»
Торо становится учеником Ральфа Уолдо Эмерсона. Последний, которому тогда было 34 года, уже опубликовал две важные работы в истории американской литературы: «Природа» и The American intellectual, в то время как Торо, в возрасте 20 лет, ещё не опубликовал ни одного текста. Тем не менее, эти два человека быстро стали очень близки, питая с тех пор дружбу, типичную для трансценденталистской философии. Эмерсон ввёл его в круг авторов и других интеллектуалов, которые основали трансцендентальный клуб в 1836 году, в том числе: Уильям Эллери Чаннинг, который стал его лучшим другом (и который познакомил его с унитарианством, учением, которое тогда ещё преобладало и которое Чаннинг преподавал в Гарварде), Маргарет Фуллер, Амос Бронсон Олкотт или Джонс Вери. Все обосновались в Конкорде, сделав эту небольшую деревушку центром трансценденталистского движения. Торо был тогда единственным уроженцем Конкорда среди этих писателей. Согласно Мишелю Гранже, он участвовал в период своего становления и творчества, приблизительно между 1835 и 1860 годами, в том, что Ф. О. Маттиссен назвал «американским Ренессансом» и что на самом деле является рождением подлинно национальной литературы.

### Литературная деятельность
В компании Эмерсона Генри Торо хотел стать поэтом. В конце 1837 года он начал вести дневник, следуя советам Эмерсона. Дневник охватывал тысячи страниц, прежде чем он написал заключительную запись за два месяца до его смерти. Вскоре он отредактировал несколько из своих старых эссе, времён колледжа и написал новые и лучшие. Также он сочинил много стихотворений на протяжении нескольких лет.
В начале 1840 годов он формально занялся профессией поэта. В это время трансценденталисты во главе Р. Эмерсоном создали журнал «Diel». Первый выпуск журнала, датированный июлем 1840 года, включал в себе стихотворение Генри Торо «Симпатия», также его эссе о римском поэте Алусе Персии Флаккусе. После бурного старта журнал опубликовал больше стихов Торо, а затем, в июле 1842 года, первое из его эссе на открытом воздухе «Естественная история Массачусетса». Затем последовала ещё одна лирика, например, «To the Maiden in the East», и ещё одно эссе о природе, удивительно удачное: «Зимняя прогулка». «Diel» прекратил публикацию в апреле 1844 года, опубликовав более богатое разнообразие сочинений Торо, чем любой другой журнал.

### Помолвка и неудачи
В 1840 году Торо влюбился в Эллен Сьюолл и предложил ей заключить брак. Она согласилась с его предложением, но затем немедленно прекратила помолвку по настоянию своих родителей. Торо оставался холостяком всю жизнь. В течение двух периодов, в 1841—1843 и 1847—1848 годах, он жил, главным образом, в доме Эмерсона.
Однако, несмотря на гостеприимство и дружбу Эмерсона, Торо стал беспокойным; его состояние было усугублено скорбью по поводу смерти его брата Джона, который умер от столбняка в январе 1842 года, случайно отрезав себе палец. В том же году Торо стал учителем в доме Стейтен-Айленда, брата Эмерсона, Уильяма, пытаясь развить литературный рынок Нью-Йорка. Однако литературная деятельность Торо не была оценена, и попытка покорить Нью-Йорк не удалась. Разочаровавшись жизнью в городе и в своей жизни, он вернулся в Конкорд в конце 1843 года.

### Жизнь в лесу
Вернувшись в Конкорд, Торо снова присоединился к делу своей семьи — производству карандашей с использованием для грифелей обожжённой смеси графита с глиной. К началу 1845 года он чувствовал себя более беспокойным, чем когда-либо, пока не решил заняться идеей однокурсника из Гарварда, который когда-то обустроил свою хижину, где можно было читать и размышлять. Весной Торо выбрал в качестве места для проживания Уолденский Пруд, небольшое ледниковое озеро, расположенное в 3 км (2 мили) к югу от Конкорда на земле, принадлежащей Эмерсону.
В 1845—1847 годах Торо жил в этой хижине, самостоятельно обеспечивая себя всем необходимым для жизни. Этот эксперимент по уединению от общества и сближению с природой он описал в книге «Уолден, или Жизнь в лесу» (1854).
В период своего пребывания в Уолдене Торо провёл ночь в тюрьме: вечером одного из дней в июле 1846 года он встретил сборщика налогов Сэма Стейплса, и тот попросил его заплатить подоходный налог, который Торо не платил в течение нескольких лет. Торо отказался, и Стейплс арестовал его. На следующее утро некто (возможно, тётя Мария) заплатил налог вместо Торо.

### Дальнейшая жизнь
Однажды ночью он понял, что не может поддержать правительство, которое поддержало рабство и ведёт войну против Мексики. Его защита частной жизни, индивидуальная совесть против целесообразности большинства нашли выражение в его самом известном эссе «Гражданское неповиновение», которое впервые было опубликовано в мае 1849 года под названием «Сопротивление гражданскому правительству». Эссе не было оценено ни его современниками, ни читателями вплоть до 20 века, когда оно нашло аудиторию в лице движения за гражданские права чернокожих в США.

Будучи сторонником аболиционизма, Торо отстаивал права афроамериканцев. В качестве средства борьбы он предлагал индивидуальное ненасильственное сопротивление общественному злу. Его эссе «О долге гражданского неповиновения» (1849) оказало влияние на Л. Н. Толстого, М. Ганди и М. Л. Кинга. В Бостоне в 1850-е годы существовал «Кружок Паркера», объединявший решительных сторонников освобождения негров. В него, помимо Теодора Паркера, входили Торо и многие друзья последнего — Р. У. Эмерсон, А. Б. Олкотт, У. Чаннинг.

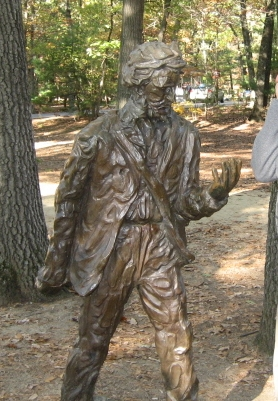
Памятник Торо близ домика при Уолдене

Кроме того, Торо был натуралистом и выступал за охрану природы. Он стал одним из первых в США приверженцев теории эволюции Ч. Р. Дарвина.
Генри Давид Торо скончался в Конкорде от наследственной чахотки в мае 1862 года.

### Наследие
В 1990 году музыкант The Eagles Дон Хенли основал «Уолден Вудс Проджект» — некоммерческую организацию, которая занимается защитой исторического леса в Массачусетсе, где жил Торо и где он впервые выступил с идеей консервации земель.

## Произведения

### Книги
- Ктаадн, 1848.
- Неделя на реках Конкорда и Мерримака (A Week on the Concord and Merrimack Rivers, 1849).
- Янки в Канаде (A Yankee in Canada[11], 1850).
- Уолден, или Жизнь в лесу (Walden, or Life in the Woods, 1854), русский перевод.
- Леса Мэна (The Maine Woods[12], 1864).
- Кейп-Код (Cape Cod, 1865).

### Эссе
- О гражданском неповиновении(Civil Disobedience, 1849).
- Рабство в Массачусетсе (Slavery in Massachusetts, 1854).
- В защиту капитана Джона Брауна (A Plea for Captain John Brown, 1859).
- Succession of Forest Trees[13], 1860
- Прогулки (Walking, 1862).
- Жизнь вне условностей (Getting a living, or What Shall It Profit a Man if He Gain the Whole World and Lose His Own Soul, 1863).

### Разное
- Дневники, 1837-1859.
- Поэзия.

## Публикации текстов
- Торо Г. Д. Уолден, или Жизнь в лесу / Пер. З. Е. Александровой ; изд. подгот. З. Е. Александрова, А. И. Старцев, А. А. Елистратова ; отв. ред. А. А. Елистратова. — М. : Издательство Академии наук СССР, 1962. — 240 с. — (Литературные памятники / Академия наук СССР ; председатель ред. коллегии В. П. Волгин). — 12 000 экз.